# Iatrofísica

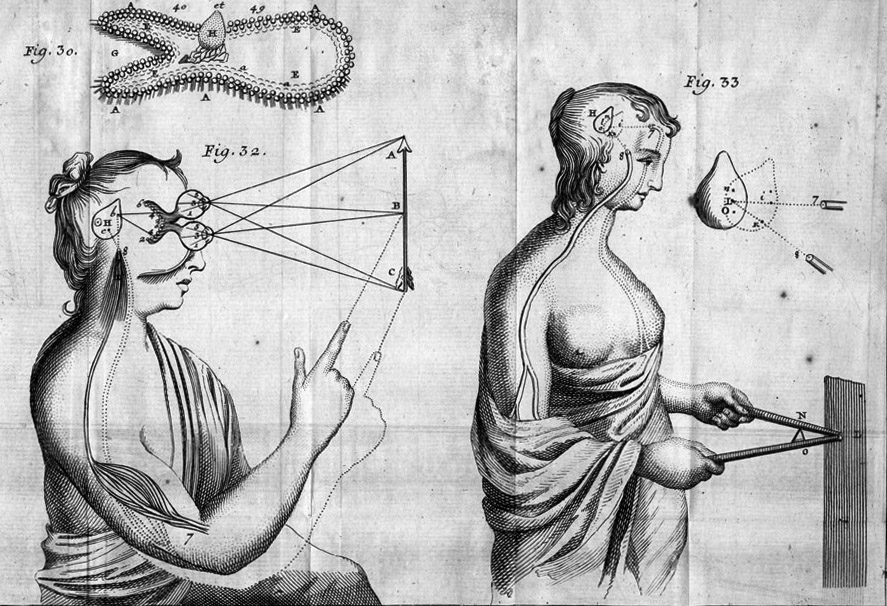
L’homme de René Descartes, et la formation du foetus, intento de aplicación de los principios físicos a la medicina (1729).

La iatrofísica [del griego ἰατρία, medicina], conocida también como iatromecánica o yatromecánica, fue una corriente de la ciencia médica surgida en el siglo XVII que buscaba la aplicación de la física para dar respuesta a los interrogantes de la fisiología y patología humana. De carácter reduccionista, estuvo influida por los estudios de Descartes y Galileo, teniendo relativa extensión en los círculos científicos del sur de Europa.

## Historia
Los pioneros de esta nueva teoría fueron los italianos Giovanni Borrelli (1608-1679) y Fabrizi D’Aquapendence (1533-1619), que aplicaron por primera vez la física a la medicina, describiendo mediante las leyes de la palanca la contracción muscular. En la obra de Borelli De motu animalium, se estudian también fenómenos como la contracción muscular, la respiración, etc. La yatromecánica se utilizó también para explicar los fenómenos biológicos, partiendo del supuesto de que los seres vivos funcionan como una máquina.
La iatrofísica cayó rápidamente en el olvido en favor de otras ramas de las medicinas y las innovaciones técnicas que aportó fueron escasas.

## Iatrofísicos notables
- Santorio Santorio, inventor del pulsómetro (conocido originariamente como pulsilogium) e investigador del metabolismo humano.
- James Jurin, investigador de la fluidodinámica sanguínea y la gravedad específica de la sangre.
- Giogio Baglivi, investigador de la anatomía muscular.